# Frida (film)
 For alternative betydninger, se Frida (flertydig). (Se også artikler, som begynder med Frida)
Frida er en film fra 2002 om den mexicanske malerinde Frida Kahlos (spillet af Salma Hayek) liv og ægteskab med en berømte maler Diego Rivera (spillet af Alfred Molina).
Manusset blev skrevet af Clancy Sigal, Diane Lake, Gregory Nava og Anna Thomas ud fra bogen Frida: A Biography of Frida Kahlo af Hayden Herrera. Filmen blev instrueret af Julie Taymor og vandt to Academy Awards for bedste musik og makeup.

## Medvirkende
- Salma Hayek – Frida Kahlo
- Alfred Molina – Diego Rivera
- Geoffrey Rush – Leon Trotsky
- Mía Maestro – Cristina Kahlo
- Ashley Judd – Tina Modotti
- Antonio Banderas – David Alfaro Siqueiros
- Edward Norton – Nelson Rockefeller
- Diego Luna – Alejandro Gonzalez Arias